# Kingsman: The Golden Circle
Kingsman: The Golden Circle är en brittisk-amerikansk actionspionkomedifilm från 2017, producerad och regisserad av Matthew Vaughn och skriven av Vaughn och Jane Goldman. Det är en uppföljare till Kingsman: The Secret Service från 2014 och som är baserad på serietidningen Kingsman, skapad av Dave Gibbons och Mark Millar. Filmens roller spelas av Colin Firth, Taron Egerton, Mark Strong, Edward Holcroft, Hanna Alström och Sophie Cookson, vilka repriserar sina roller från den första filmen, medan de nya rollerna i filmen spelas av Julianne Moore, Halle Berry, Pedro Pascal, Elton John, Channing Tatum och Jeff Bridges.

## Handling
Den brittiska spionorganisationen Kingsman, vars yttersta mål är att hålla världen säker, står inför en ny utmaning. När deras huvudkontor förstörs av drogkartellen "The Golden Circle" hålls världen gisslan och de upptäcker att det finns en allierad spionorganisation i USA som heter Statesman. Tillsammans med den nya spionorganisationen sätts deras styrka och intelligens på prov. Allt för att lyckas besegra deras gemensamma fiende och slutligen kunna rädda världen.

## Rollista
- Colin Firth − Harry Hart / Galahad[4][5]
- Julianne Moore − Poppy Adams[6]
- Taron Egerton − Gary "Eggsy" Unwin / Galahad
- Mark Strong − Merlin
- Halle Berry − Ginger Ale[7]
- Elton John − Sig själv[8]
- Channing Tatum − Tequila
- Jeff Bridges − Champagne "Champ"
- Pedro Pascal − Jack Daniels / Whiskey
- Edward Holcroft − Charles "Charlie" Hesketh
- Hanna Alström − Tilde, Sveriges kronprinsessa
- Bruce Greenwood − USA:s president
- Emily Watson − Stabschef Fox
- Sophie Cookson − Roxanne "Roxy" Morton / Lancelot[9]
- Michael Gambon − Arthur[10]
- Samuel L. Jackson − Richmond Valentine (arkivfoto)
- Sofia Boutella − Gazelle (arkivfoto)
- Tobias Bakare − Jamal
- Theo Barklem-Biggs − Ryan
- Thomas Turgoose − Liam[11]
- Calvin Demba − Brandon[12]
- Samantha Womack − Michelle Unwin (cameo)[13][14]
- Poppy Delevingne − Clara Von Gluckfberg
- Keith Allen − Charles
- Tom Benedict Knight − Angel[15][16]
- Mark Arnold − General McCoy
- Björn Granath − Carl XVI Gustaf[17]
- Lena Endre − Drottning Silvia[18]
- Shannon Bream − Sig själv[19]
- Bill Hemmer − Sig själv[19]